# Biscuit impérial
 (janvier 2024).

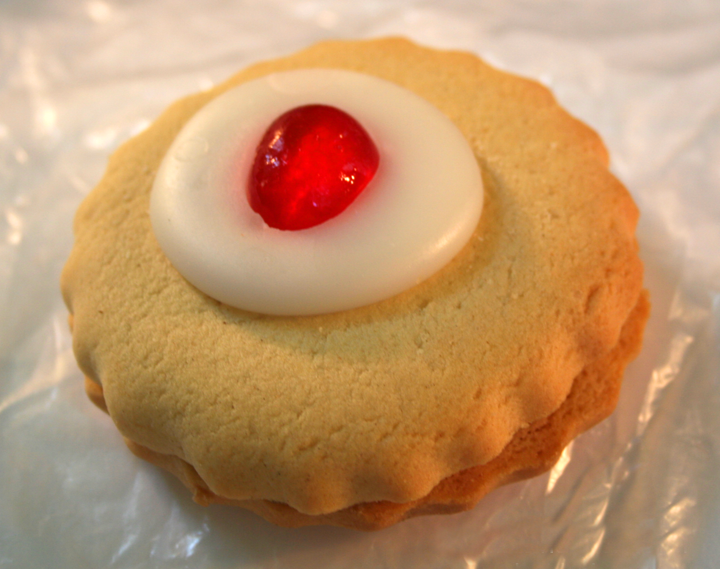
Biscuit impérial d'aspect traditionnel.

Le biscuit impérial (en anglais imperial biscuit, imperial cookie, german biscuit ou belgian biscuit) est un biscuit sucré rond surmonté d'un glaçage et d'une demi-cerise confite. Il s'agit d'une recette traditionnelle écossaise.
Il est également très populaire en Irlande du Nord et à Winnipeg au Canada.